# Roberts Blossom
Roberts Blossom (25. března 1924 – 8. července 2011) byl americký herec a básník.
Narodil se v New Havenu ve státě Connecticut a vyrůstal v Clevelandu a v Shaker Heights v Ohiu. Krátce studoval na Harvardově univerzitě, odkud odešel do armády a za druhé světové války působil v Evropě. V 50. letech se začal v New Yorku profesionálně věnovat herectví, je držitelem tří cen Obie za své výkony ve hrách Village Wooing (1955), Do Not Pass Go (1965) a The Ice Age (1976). Koncem 50. let začal vystupovat také v televizi a později i ve filmu, jeho prvním celovečerním filmem byla Nemocnice (1971). Roku 1974 ztvárnil hlavní roli v kultovním hororu Deranged. Poté, co se koncem 90. let přestal věnovat herectví, se soustředil převážně na psaní poezie.
V roce 2000 o něm byl natočen dokumentární film Full Blossom: The Life of Poet/Actor Roberts Blossom. Jeho manželkou byla tanečnice a choreografka Beverly Schmidt Blossom, s níž měl syna Michaela. Se svou pozdější manželkou Marylin Orshan měl dceru Deborah. Zemřel v roce 2011 v Santa Monice ve věku 87 let.

## Filmografie (výběr)
- The Sin of Jesus (1961)
- Nemocnice (1971)
- Jatka č. 5 (1972)
- Deranged (1974)
- Velký Gatsby (1974)
- Blízká setkání třetího druhu (1977)
- Veřejná frekvence (1977)
- Útěk z Alcatrazu (1979)
- Christine (1983)
- Okamžik záblesku (1984)
- Poslední pokušení Krista (1988)
- Sám doma (1990)
- Doktor Hollywood (1991)
- Rychlejší než smrt (1995)